# Heroes of Might and Magic (Game Boy Color)
Heroes of Might and Magic a Heroes of Might and Magic II byly hry pro Game Boy Color vycházející z raných dílů série Heroes of Might and Magic.

## Hodnocení a kritika
Hodnocení her se výrazně liší, například GameSpot udělil hře slabou známku 4,6 bodů kvůli špatně rozeznatelné grafice a na kapesní hru příliš složitou hratelnost, zatímco BonusWeb hře udělil relativně vysokou známku 83 %.
Druhý díl dosáhl většinou lepších hodnocení, například Game Vortex udělil hodnocení 4/5.